# Alloea bonessi
Alloea bonessi är en stekelart som beskrevs av Fischer 1966. Alloea bonessi ingår i släktet Alloea och familjen bracksteklar. Inga underarter finns listade i Catalogue of Life.